# 신희련
신희련(申熙璉, 일본식 이름: 平山熙崇히라야마 기슈, 1883년 1월 26일 ~ 1959년 5월 29일)은 대한제국과 일제강점기의 관료이며 조선총독부 중추원 참의도 지냈다. 호는 춘헌(春軒)이며 본적은 서울특별시 중구 남산동이다.

## 생애
함경남도 안변군 출신으로 한문을 수학하다가 일찍 일본으로 건너갔다. 도쿄에서 소학교와 부기학교 속성과를 졸업한 뒤 대한제국 말기인 1906년에 귀국했다.
1906년부터 재무감독국에서 근무하던 중, 1910년에 한일 병합 조약이 체결되면서 조선총독부 군서기로 채용되었다. 함경북도 종성군과 길주군, 청진부에서 차례로 재직했다.
1920년에는 총독부 군수로 승진하여 함경북도 경원군 군수가 되었다. 잠시 퇴관했다가 1924년에 재차 군수가 되어 함경북도 단천군에서 근무했다. 1929년에 다시 퇴관하여 고향 안변에서 안변우편소장, 과남산림보호회장 등을 지내며 지역 유지로 활동했다. 퇴관 당시 종7위에 서위되어 있었다.
1933년에 중추원 참의로 발탁되었으며, 일본 정부로부터 훈6등 서보장을 수여받는 등 1936년을 기준으로 정6위 훈6등에 서위되어 있었다. 중추원 참의로 임명되던 1933년에 전쟁 분위기를 뒷받침하는 군국주의 단체인 조선국방의회연합회가 출범했는데, 이때 안변국방의회 평의원을 맡은 바 있다.
2002년 발표된 친일파 708인 명단의 중추원 부문, 2008년 공개된 민족문제연구소의 친일인명사전 수록예정자 명단의 중추원과 관료 부문에 포함되었으며 2009년 친일반민족행위진상규명위원회가 발표한 친일반민족행위 705인 명단에도 포함되었다.

## 같이 보기
- 조선총독부 중추원

## 참고자료
- 신희련(申熙璉) - 국사편찬위원회